# فرودگاه بین‌المللی سورگوت
فرودگاه بین‌المللی سورگوت (به روسی: Сургут) فرودگاهی عمومی و بین‌المللی واقع در ۱۰ کیلومتری شمال سورگوت در ناحیه خودگردان خانتی-مانسی در کشور روسیه است.

## حواشی
برخی منابع معتقند این فرودگاه پوششی است بر فعالیت های مخفیانه و امنیتی دولت روسیه ،براساس گزارش منابع در بخش زیرزمین این فرودگاه جنگنده های نظامی دولت روسیه نگه داری میشوند 
برخی نیز جنگنده های مستقر در زیرزمین این فرودگاه را متعلق به جمهوری اسلامی دانسته و حاصل همکاری های اخیر ایران و روسیه قلمداد میکنند.
و معتقدند ایران به صورت غیر مستقیم بر مناطقی از اوکراین مسلط شده است و دلیل تعنه های اخیر اوکراین نسبت به جمهوری اسلامی همین موضوع است.
به هرحال همچین اقداماتی از سپاه پاسداران جمهوری اسلامی ایران بعید نبوده و امکانپذیر است 
اما این موضوع توسط ویکی پدیا نه تایید و نه رد میشود

## شرکت‌های هواپیمایی و مقصدهای پروازی
| شرکت‌های هواپیمایی                 | مقصدهای پروازی |
| --------------------------------- | --- |
| آئروفلوت                          | شرمتیوو |
| آئروفلوت اجرا توسط روسیه ایرلاینز | پالکوو |
| ایر قرقیزستان                     | مناس، اوش |
| اویا ترافیک کمپانی                | مناس، اوش |
| Azur Air                          | چارتر فصلی: سووارنابومی، کام رانح |
| نورداستار                         | یملیانو |
| Pegas Fly                         | چارتر فصلی: کام رانح، پوکت |
| پابیدا                            | اویتاش، ونوکووا |
| اس۷ ایرلاینز                      | تولمچوا |
| ساراتوف ایرلاینز                  | سرتو تسنترلنی، اوفا |
| اسکات ایرلاینز                    | تراز |
| تاجیک ایر                         | دوشنبه، خجند |
| یوتی‌ایر اوییشن                    | ایرکوتسک، خجند، پاشکوفسکی، یملیانو، ونوکووا، استریگینو, تولمچوا، تسنترالنی، کورومچ، پالکوو، بوگاشف، رسچینو، اوفا، کولتسوو فصلی: آناپا، گلن دژیک، اویتاش، سوچی |
| UVT Aero                          | بوگولما، بولشویه ساوینو، سوچی |
| یامال ایرلاینز                    | سیمفروپول، اوفا |

### Statistics

#### 2015
| Rank | City        | Region                     | Airports         | Airlines                                     | Number of passengers |
| ---- | ----------- | -------------------------- | ---------------- | -------------------------------------------- | -------------------- |
| 1    | مسکو        | مسکو استان مسکو            | شرمتیوو، ونوکووا | آئروفلوت، پابیدا، یوتی‌ایر اوییشن             | 525,461              |
| 2    | سن پترزبورگ | سن پترزبورگ استان لنینگراد | پالکوو           | یوتی‌ایر اوییشن                               | ۰96,626              |
| 3    | اوفا        | باشقیرستان                 | اوفا             | اس۷ ایرلاینز، یوتی‌ایر اوییشن، یامال ایرلاینز | ۰90,470              |
| 4    | سامارا      | استان سامارا               | کورومچ           | اس۷ ایرلاینز، یوتی‌ایر اوییشن                 | ۰63,688              |
| 5    | تیومن       | استان تیومن                | رسچینو           | یوتی‌ایر اوییشن                               | ۰48,453              |

| Rank | City  | Country          | Airports   | Airlines                      | Number of passengers |
| ---- | ----- | ---------------- | ---------- | ----------------------------- | -------------------- |
| 1    | خجند  | تاجیکستان        | خجند       | تاجیک ایر، یوتی‌ایر اوییشن     | 26,973               |
| 2    | بیشکک | قرقیزستان        | مناس       | ایر بیشکک، اویا ترافیک کمپانی | 25,145               |
| 3    | اوش   | قرقیزستان        | اوش        | اویا ترافیک کمپانی            | 22,396               |
| 4    | باکو  | جمهوری آذربایجان | حیدر علی‌اف | یوتی‌ایر اوییشن                | ۰11,030              |
| 5    | کی‌یف  | اوکراین          | بوریسپیل   | یوتی‌ایر اوییشن                | ۰2,669               |

| Rank | City       | Country | Airports | Airlines          | Number of passengers |
| ---- | ---------- | ------- | -------- | ----------------- | -------------------- |
| 1    | آنتالیا    | ترکیه   | آنتالیا  | Pegas Fly         | ۰32,095              |
| 2    | غردقه      | مصر     | غردقه    | Pegas Fly         | 0017,800             |
| 3    | Cam Ranh   | ویتنام  | کام رانح | Pegas Fly         | ۰12,221              |
| 5    | شرم‌الشیخ   | مصر     | شرم‌الشیخ | Pegas Fly         | 008,623              |
| 5    | استان پوکت | تایلند  | پوکت     | نوردویند ایرلاینز | ۰6,101               |